# Raionul Volintiri
Raionul Volintiri (în rusă Волонтировский район) a fost o unitate teritorial-administrativă din RSS Moldovenească, care a existat de la 11 noiembrie 1940 până la 9 ianuarie 1956.

## Istorie
La fel ca majoritatea raioanelor RSS Moldovenești, raionul Volintiri a fost înființat pe 11 noiembrie 1940, iar centru raional a fost desemnat satul Volintiri.
Până la 16 octombrie 1949 raionul a fost în componența ținutului Bender, iar după abolirea divizării pe ținuturi a intrat în subordonare republicană. 
Din 31 ianuarie 1952 până în 15 iunie 1953, raionul a intrat în componența districtului Tiraspol, după abolirea districtelor din RSSM a redevenit din nou în subordonare republicană.
La 9 ianuarie 1956 raionul Volintiri, împreună cu un număr de alte raioane a fost eliminat, ulterior teritoriul său a revenit Căușeni, iar mai târziu a devenit parte a raionului Suvorov.

## Divizare administrativă
Ca stare la 1 ianuarie 1955, raionul Volintiri includea 8 consilii sătești: Brezoaia, Copceac, Marianca de Jos, Săiți, Semionovca, Ștefănești, Ucrainca și Volintiri.